# Borvendég Ferenc
Borvendég Ferenc (Ács, 1876. november 17. – Budapest, 1934. november 20.) tanácsnok, politikus, Budapest egykori főpolgármestere.

## Élete
Borvendég Imre szabómester és Moór Terézia fia. Középiskoláit Tatán és a hetedik osztálytól Budapesten református főgimnáziumban végezte, majd a Budapesti Tudományegyetemen (ma ELTE) tett államtudományi vizsgát. 1897-ben lépett a főváros szolgálatába, a gazdasági hivatalba, majd a kerületi közigazgatásnál. 1905-től a központban teljesített szolgálatot, a középítkezési ügyosztályon. Később a tanács II. ügyosztályon vezette a jogi alosztályt. Műszaki és üzemgazdasági kérdésekkel foglalkozott. 1915-ben a vízvezetéki és világítási ügyosztály vezetőjének, Sallay Árpád tanácsnoknak a helyettesévé, majd annak halála után 1922-től az ügyosztály vezetőjévé nevezték ki. Előbb főjegyzőként, majd helyettes tanácsnokként töltötte be a tisztséget. 1923 októberében tanácsnokká nevezték ki. A hatáskörébe tartozott az Elektromos művek, a Gázművek és a Vízművek ügyeinek intézése, de ezek mellett foglalkozott a főváros általános üzemi problémáival és az üzemi igazgatás egységes megszervezésének előkészítésével is. 1931-ben alpolgármesterré, 1934. június 2-án pedig főpolgármesterré választották. Ez utóbbi pozíciót hirtelen bekövetkező halála miatt csak néhány hónapig tölthette be.

## Családja
Házastársa Rosenfeld Kornélia volt, Rosenfeld Lajos és Lőwinger Rozália lánya, akit 1909. november 17-én Budapesten vett nőül. Lánya Borvendég Piroska textiltervező, veje Engel Károly volt. Unokája Engel Pál (1938–2001) történész, középkorkutató.

## Jegyzetek

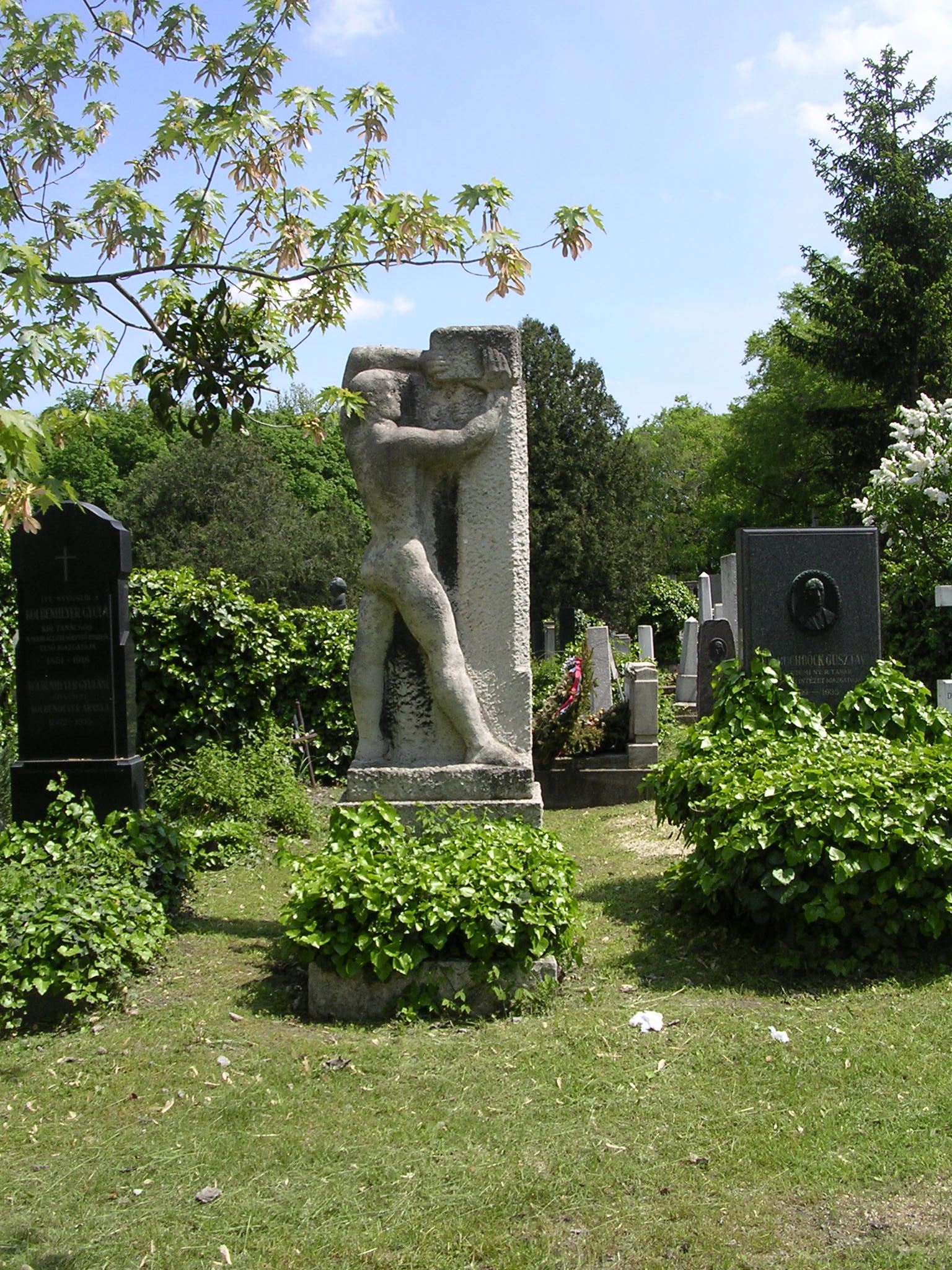
Sírja a Fiumei úti sírkertben, 2005-ben. Medgyessy Ferenc alkotása